# Robert Roest
Robert Roest (Soest, 30 oktober 1969) is een Nederlands ondernemer, voetbaltrainer en voormalig profvoetballer. In juli 2014 begon hij als hoofd jeugdopleidingen en hoofdtrainer van zaterdageersteklasser VV De Meern.

## Loopbaan

### Spelerscarrière
Roest begon met voetballen bij amateurclub SO Soest uit zijn woonplaats. In 1987 werd hij opgemerkt door FC Utrecht, en maakte hij de overstap naar de jeugdopleiding van de club uit de Domstad. De verdediger maakte zijn debuut in het betaald voetbal op zijn negentiende verjaardag; in een met 1-1 gelijkgespeelde thuiswedstrijd tegen Ajax begon hij in de basisopstelling. Na zes seizoenen vertrok Roest naar het Belgische KSK Beveren, waar hij echter maar één jaar zou spelen; in 1995 keerde de Soestenaar terug naar Nederland om een contract te tekenen bij Fortuna Sittard. Zes jaar later vertrok hij opnieuw naar Utrecht, waar hij zijn profcarrière was begonnen. De voorstopper zou uiteindelijk zijn spelersloopbaan beëindigen bij eerstedivisionist AGOVV Apeldoorn, waar hij belandde nadat zijn contract in Utrecht afliep. Hij kwam in totaal tot 464 optredens in het betaald voetbal, waarin hij 33 maal scoorde.

### Overstap naar het trainersvak
Na afloop van zijn spelersloopbaan volgde Roest de achtereenvolgens de KNVB-opleiding trainer/coach 3 en een verkorte versie voor (ex-)profs van de cursus trainer/coach 2. Hij behaalde zijn diploma in de zomer van 2007, waarna hij een contract kreeg aangeboden om als jeugdtrainer bij FC Utrecht aan het werk te gaan. Roest trainde hier de D2 tot aan het ontslag van de vier assistenten van hoofdtrainer Willem van Hanegem in de tweede helft van 2008. Vervolgens werd hij als tweede assistent aangesteld achter Ton du Chatinier. Toen in december ook Van Hanegem op non-actief werd gesteld en Du Chatinier hem opvolgde, promoveerde de voormalige verdediger tot assistent, een functie die hij tot het eind van het seizoen 2008-2009 heeft vervuld. Roest is tot aan de zomer van 2014 actief geweest als jeugdtrainer van FC Utrecht. In juli 2014 begon hij als hoofd jeugdopleidingen en hoofdtrainer van zaterdageersteklasser VV De Meern. Van 2017 tot 2019 was hij trainer van zaterdagclub VV Almkerk waarmee hij naar de 1e klasse promoveerde. Vanaf 2019 maakt hij de overstap naar zaterdag 2e klasser HC & FC Victoria 1893 uit Hilversum.

### Buiten het voetballen
Roest is naast trainer ook eigenaar van een consultantsbureau in Soest, Robert Roest Consultancy geheten, dat aan financiële en commerciële dienstverlening binnen de voetballerij doet.